# 伊热
伊热（法語：Igé，法語發音：[iʒe] ⓘ）是法国索恩-卢瓦尔省的一个市镇，属于马孔区。

## 地理
伊热（46°23'52"N, 4°44'29"E）面积14.61 平方千米，位于法国勃艮第-弗朗什-孔泰大區索恩-卢瓦尔省，该省份为法国中部省份，北起顺时针与科多尔省、汝拉省、安省、罗讷省、卢瓦尔省、阿列省和涅夫勒省接壤。
与伊热接壤的市镇（或旧市镇、城区）包括：阿泽、克呂尼、圣莫里斯德萨托奈、韦尔泽。

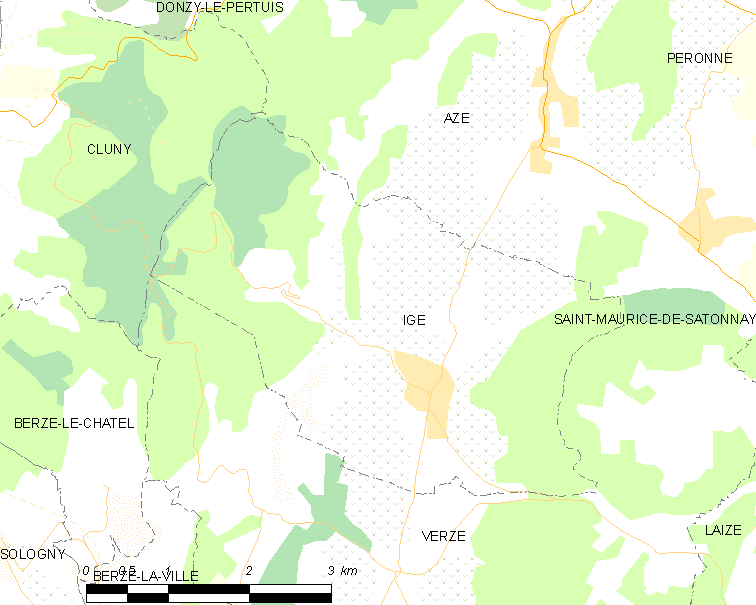
伊热的OSM定位图

伊热的时区为UTC+01:00、UTC+02:00（夏令时）。

## 行政
伊热的邮政编码为71960，INSEE市镇编码为71236。

## 政治
伊热所属的省级选区为于里尼县。

## 人口

1962-2008年间伊热人口变化图示

伊热于2022年1月1日时的人口数量为890人。